# Димитър Атанасиевич
Димитър Атанасов (Анастасиевич) Сабов (на сръбски: Димитрије, Дмитар Анастасијевић Сабов) е виден сръбски търговец, занаятчия и дарител.

## Биография
Димитър Анастасиевич е роден в 1726 година в южномакедонския град Негуш. На шест години пристига с търговци в Земун (1732/33), откъдето е изпратен в Нови Сад да учи кроячески (сабовски) занаят. Става калфа и три години обикаля Унгария и Славония, за да усъвършенства занаята. Около 1753 година като майстор се настанява в Сремски Карловци и заедно със свой земляк успешно се занимават с кроячество, абаджийство и капамаджийство. Търгуват с готовата продукция във Футог, Пеща, Кечкемет и Сегед. В 1765 година умира ортакът му и Анастасиевич започва да работи сам. Започва да се занимава с търговия с вино и с печене и продажба на тухли, закупуване на земя и отглеждане и продажба на риба и към 1770 година е един от най-големите търговци в Сремски Карловци. Закупува на Шайкашкия батальон всички кръчми, в които продава само карловачко вино. В 1775 година се оттегля от занаята и до края на живота си се занимава с банкерство и лихварство.
Като един от най-богатите и видни граждани на Карловци по молба на лекаря Йован Живкович и митрополит Стефан Стратимирович в 1791 година дава 20 000 форинта и основава първата сръбска гимназия. Със сестра си Яна (Ана) участва в работата на карловачката православна община. След смъртта на децата му гимназията наследява още 20 000 форинта. По препоръка на митрополита Леополд II го прави унгарски дворянин.